# Cârlogani
Cârlogani è un comune della Romania di 2 815 abitanti, ubicato nel distretto di Olt, nella regione storica dell'Oltenia. 
Il comune è formato dall'unione di 5 villaggi: Beculești, Cârlogani, Cepari, Scorbura, Stupina.